# ボイオリクス

キンブリ族とテウトネス（テュートン）族の移動
キンブリ族・テウトネス族の敗北
キンブリ族・テウトネス族の勝利

ボイオリクス（Boiorix、? - 紀元前101年）は、キンブリ族の王。ボイオリクスに率いられたキンブリ族は、北海沿岸のもともとの居住地域から、新たな定住地を求めて南へ移動していった。ボイオリクスの最大の成功は、紀元前105年のアラウシオの戦いでローマ軍に対して大勝利を挙げたことであった。それ以前にも、紀元前113年のノレイアの戦いにおいて、ボイオリクスはローマ軍を撃破していた。しかし、その後、紀元前101年のウェルケラエの戦いにおいてガイウス・マリウス率いるローマ軍に敗北した。ボイオリクス自身も、この戦いの際に戦死した。